# Dầu lai lá đờn
Dầu lai lá đờn hay Ma phong, Dầu mè cảnh (danh pháp hai phần: Jatropha integerrima) còn gọi là Dầu lai lá nguyên theo ý nghĩa tên loài (xem mục Từ nguyên bên dưới), là một loài thực vật có hoa thuộc họ Đại kích (Euphorbiaceae). Loài này phân bố nhiều ở Cuba, Cộng hòa Dominica và Haiti.
Ở Việt Nam, nhiều người coi đây là một loài mai đỏ và đặt biệt danh là hồng mai hoặc nhất chi mai đỏ mặc dù loài này hoàn toàn không có dính dáng gì đến họ Mai.

## Từ nguyên
Tên chi Jatropha bắt nguồn từ các từ tiếng Hy Lạp 'iatros' có nghĩa là "bác sĩ" và "trophe" có nghĩa là "dinh dưỡng" vì một số thành viên của chi có thể đã được sử dụng trong y học. Còn tên loài integerrima bắt nguồn từ các từ tiếng Latin "integer" có nghĩa là "toàn bộ", "không bị gãy" hoặc "không có răng" và "rimus" là dạng so sánh nhất của từ này có nghĩa là "hầu hết là như vậy" hoặc "mức độ lớn nhất" khi ám chỉ loài này có ít lá có thùy hoặc có răng như nhiều loài trong chi Jatropha.

## Mô tả
Cây thân gỗ, mọc thành bụi tỏa rộng, cao 1 – 3 m, cành nhánh mọc chếch ngang và mềm dẻo nên thường phân tán thưa. Lá bầu dục, phần trên nguyên, gốc có khía răng. Cuống lá dài, mảnh. Cụm hoa trên cuống chung dài, mang nhiều hoa xếp thưa. Hoa mọc thành chùm, có cánh đài màu đỏ nâu, 5 cánh tràng đỏ hoặc hồng thắm, xòe rộng. Hoa không nở đồng loạt, nở dần kế tiếp nhau nên cây có hoa quanh năm.
Cây có thân phình to dạng caudex. Lá có ba thùy, thùy giữa là lớn nhất. Có hoa đực và hoa cái riêng biệt. Mười nhị hoa của hoa đực hợp nhất thành hai cột đồng tâm, cột ngoài chỉ cao bằng một nửa cột trong.

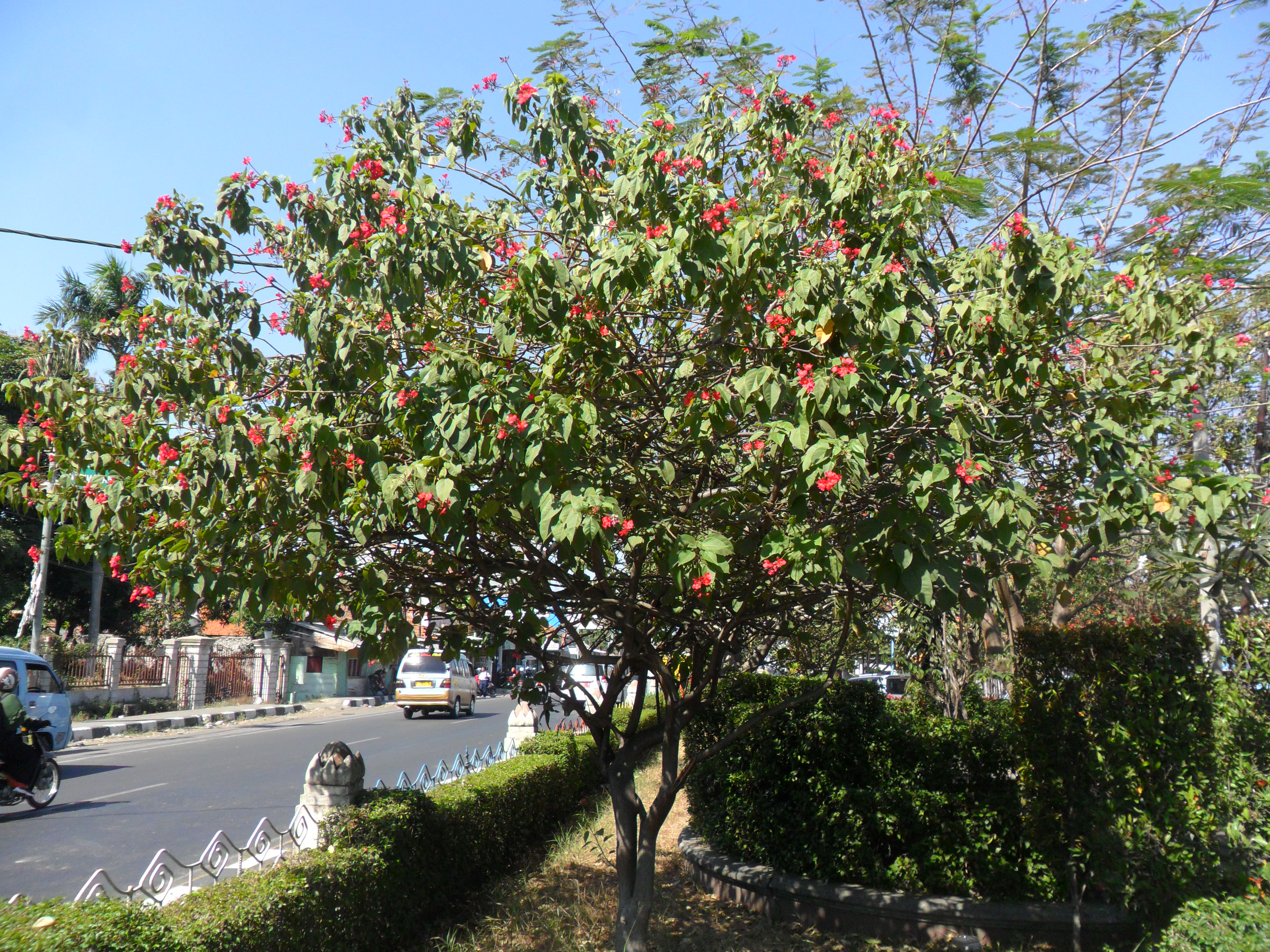
Đại thể cây Dầu lai lá đờn tại Indonesia, 2019
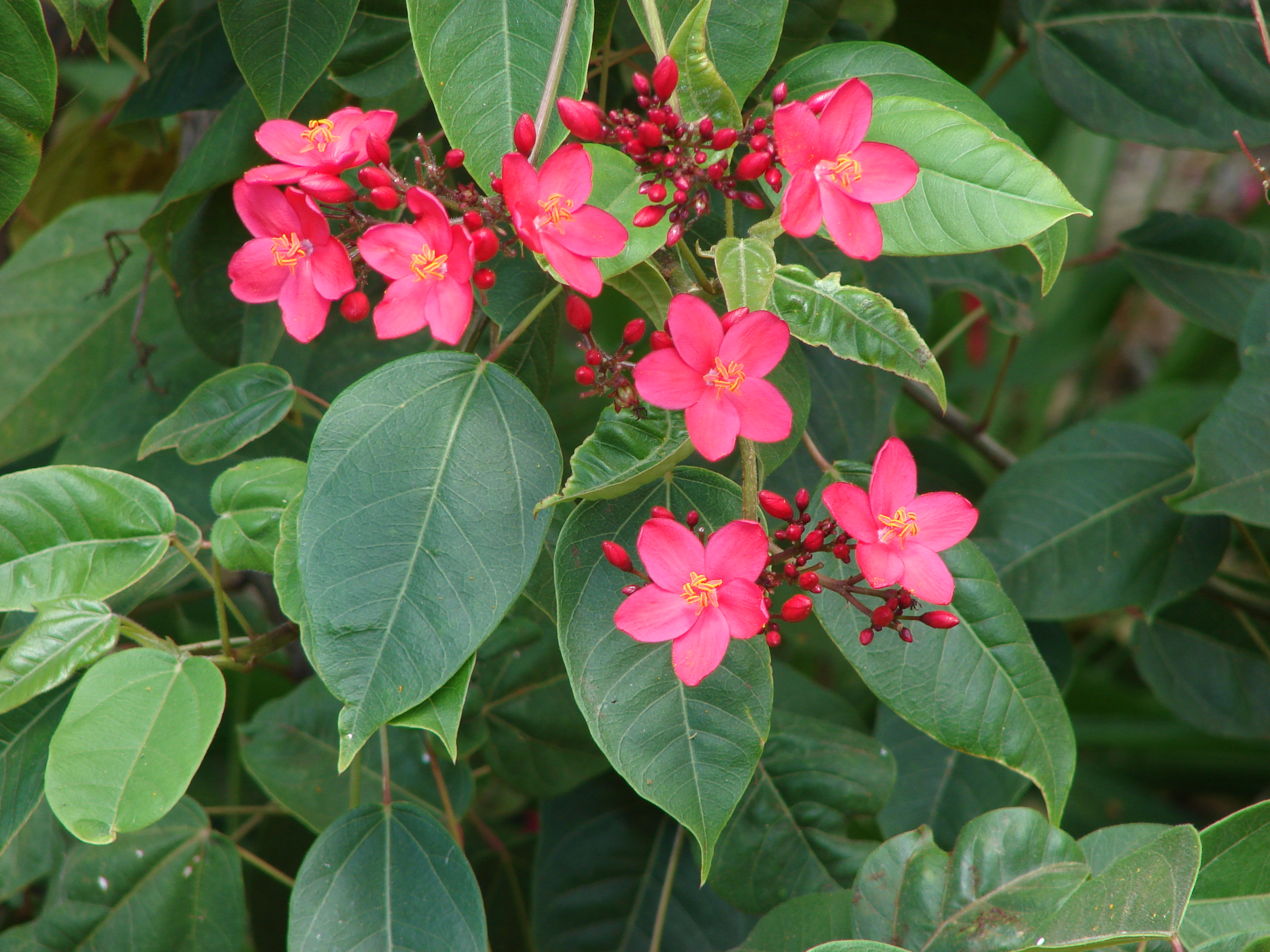
Hoa và lá
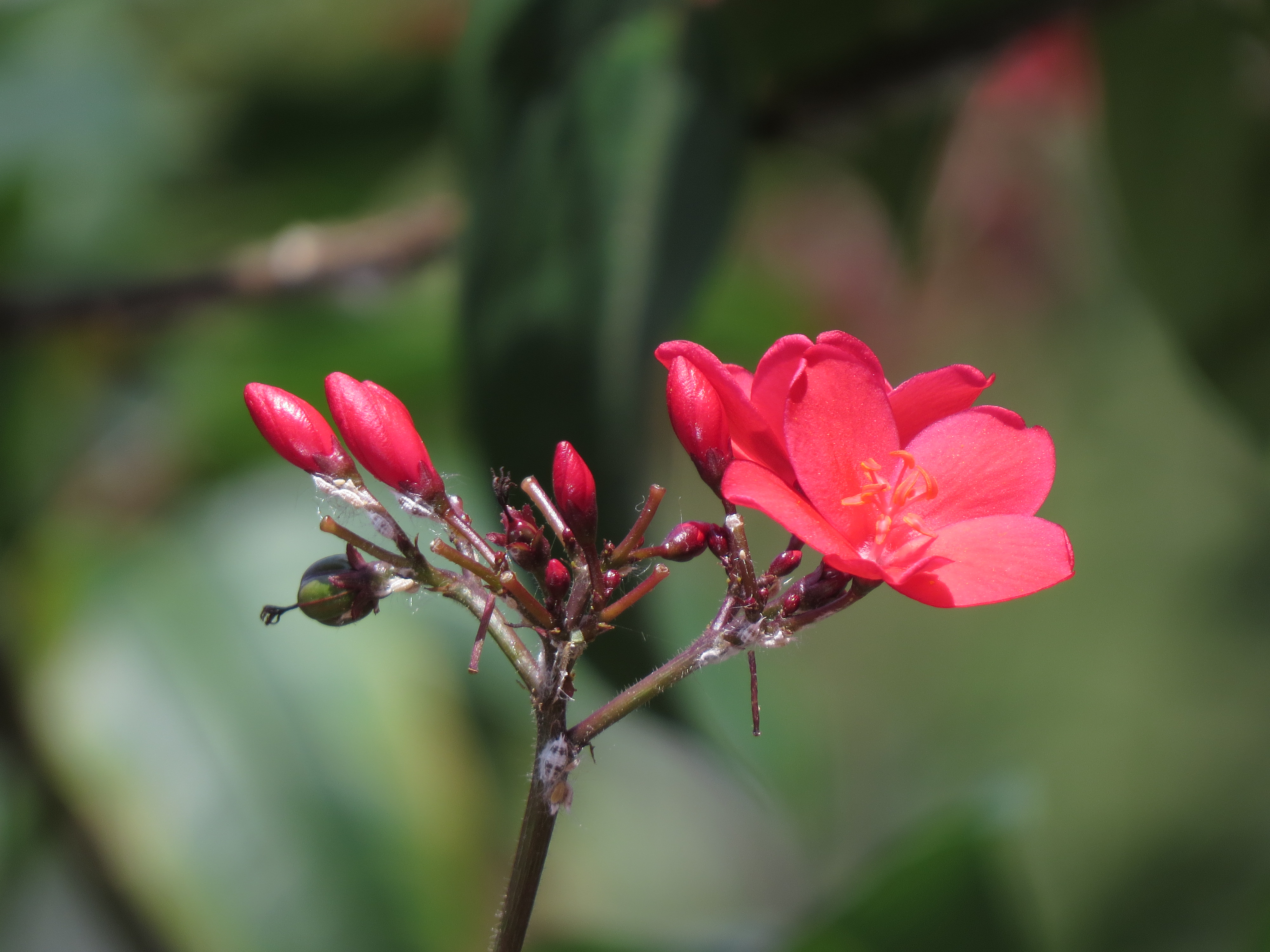
Chùm hoa
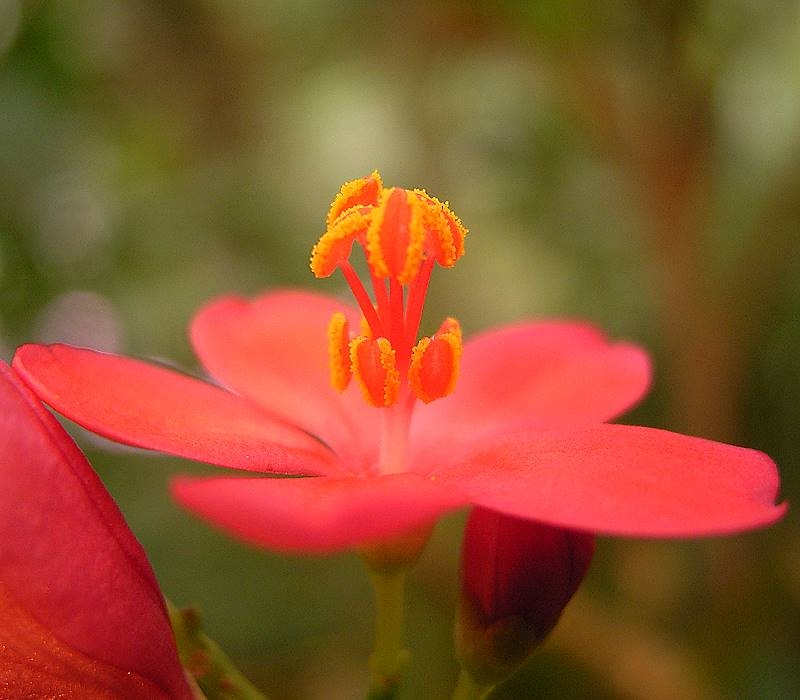
Cận cảnh 1 hoa đực có 10 nhị chia thành 2 cột
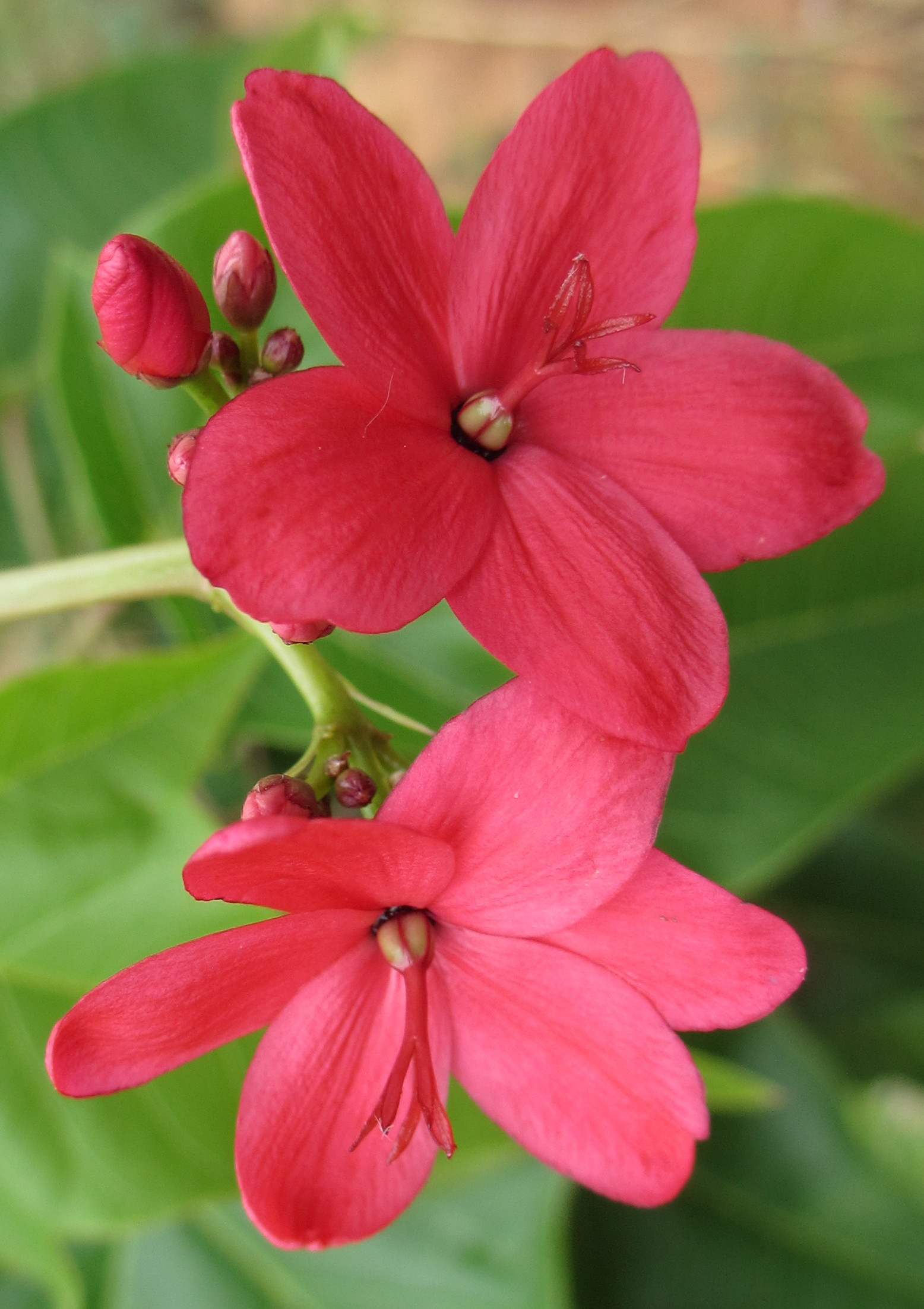
Cận cảnh cụm hoa cái
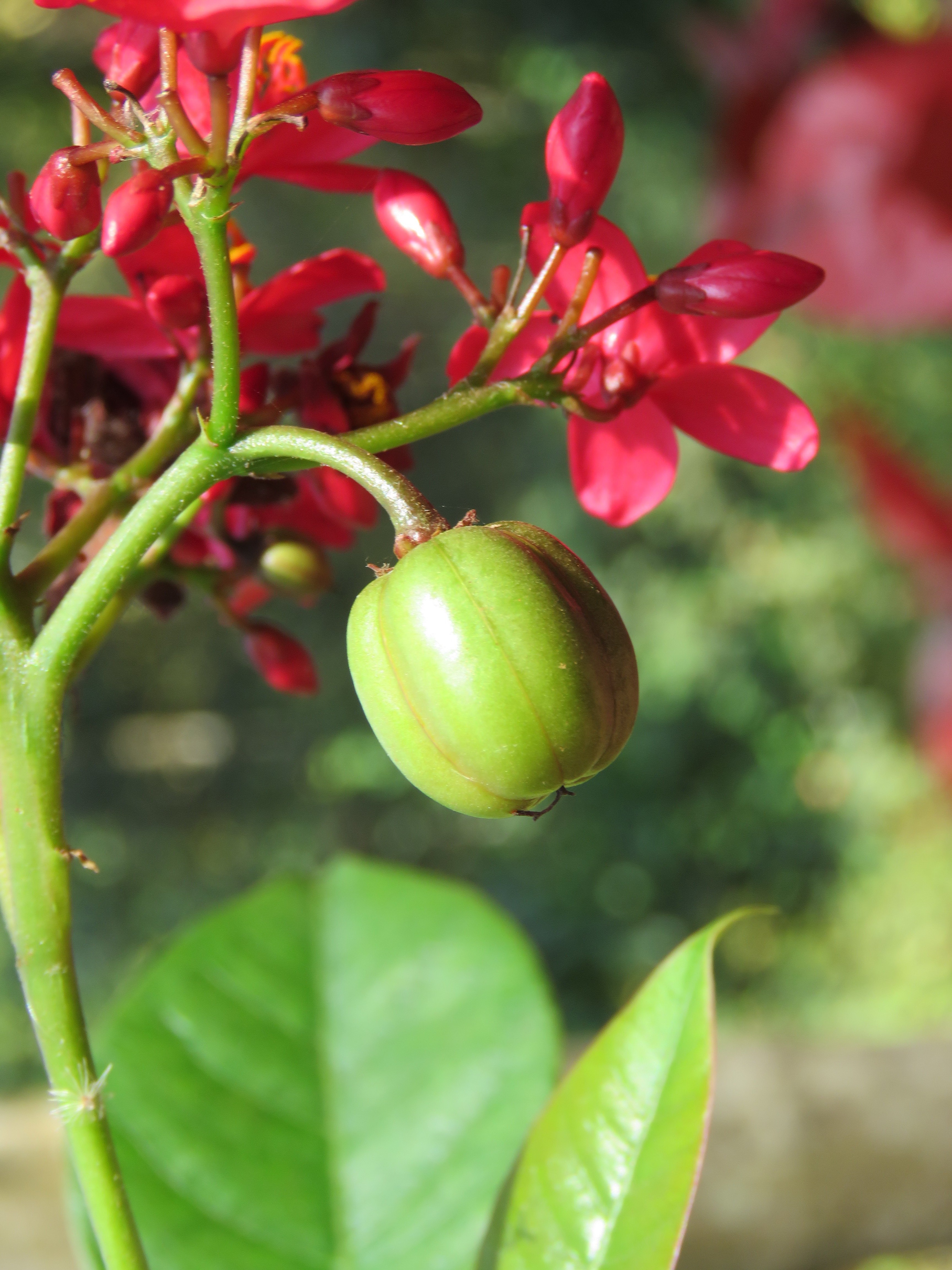
Quả cây
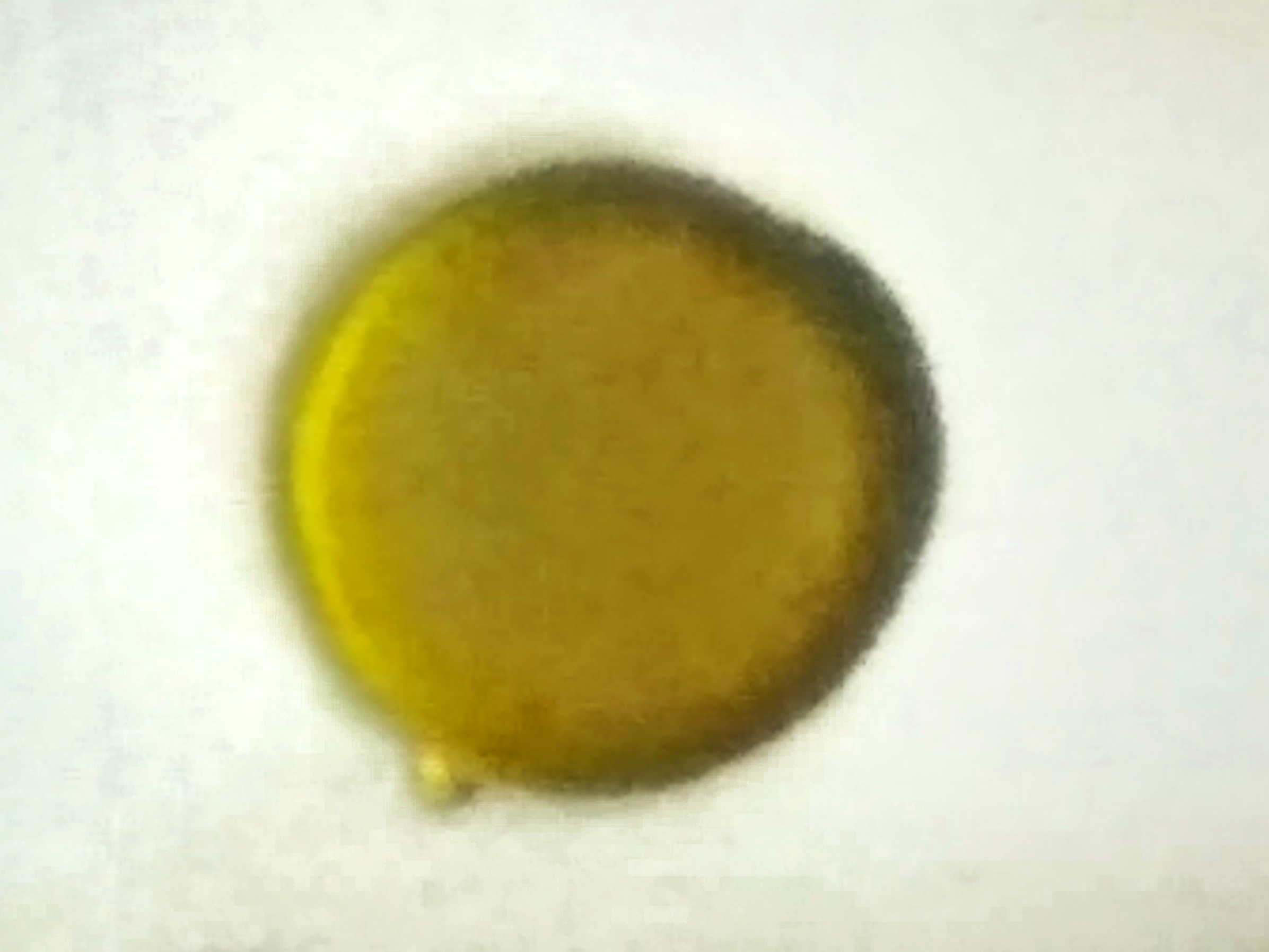
Hạt phấn của hoa

## Công dụng
Cây được trồng rộng rãi để làm cảnh vì cho hoa đẹp, nở quanh năm, chịu hạn tốt và dễ nhân giống bằng giâm cành.